# Autoestrada A12
Die Autoestrada A12 ist eine Autobahn in Portugal. Die Autobahn beginnt in Sacavém, nördlich von Lissabon, und endet in Setúbal. Teil der A12 ist die Ponte Vasco da Gama.

## Größere Städte an der Autobahn
- Lissabon
- Setúbal